# The Suicide King
«El Rey Suicida»  —título original en inglés: «The Suicide King»—  es el noveno episodio de la tercera temporada de la serie de terror y apocalíptica The Walking Dead. Se transmitió por AMC en los Estados Unidos el 10 de febrero de 2013. En España, el episodio se transmitió el 11 de febrero, mientras que en Latinoamérica el episodio se emitió el 12 de febrero del mismo año respectivamente por FOX International. El episodio está dirigido por Lesli Linka Glatter y el guion estuvo a cargo de Evan Reilly.
En este episodio Rick trata de rescatar a uno de los miembros de su grupo (Daryl) (Norman Reedus). Woodbury está en desorden tras el ataque reciente. Los nuevos huéspedes de la prisión causan preocupación. 
La primera emisión del episodio logro a obtener una alta-audiencia en todos los episodios de la serie y batió varios récords de audiencia para una serie de cable básico.
El episodio, marca la salida de Alexa Nikolas como Haley del elenco recurrente.

## Trama
Los hermanos Daryl (Norman Reedus) y Merle (Michael Rooker) se ven obligados a luchar hasta la muerte para el entretenimiento de los residentes de Woodbury, a pesar de las protestas de Andrea (Laurie Holden) al Gobernador (David Morrissey). Mientras luchan, Merle discretamente le dice a Daryl que le siga el juego, mientras los caminantes son conducidos a la arena. De repente, Rick (Andrew Lincoln) y Maggie (Lauren Cohan) aparecen, arrojan una bomba de humo en la arena y ayudan a Daryl y Merle a escapar a través de una brecha en la valla de Woodbury. Al volver a unirse a Glenn (Steven Yeun) y Michonne (Danai Gurira) cerca, las interacciones pasadas de Merle antagonizan al grupo, particularmente cuando él revela que él había traído a Michonne y Andrea allí. Rick le prohíbe a Merle regresar con ellos a la prisión, y Daryl se niega a dejar a  su hermano, y se van por su cuenta. Cuando los demás regresan a la prisión, Rick le dice a Michonne que también tendrá que irse una vez que se traten sus heridas. Glenn acosa a Rick por el fracaso de su misión, no solo por no haber devuelto a Daryl sino por haber renunciado a la oportunidad de asesinar al Gobernador.
En Woodbury, los recientes eventos han causado que varios residentes demanden que se les permita dejar Woodbury, pero El Gobernador se niega a escuchar, amargado por los ataques de Rick, cuando unos pocos caminantes logran entrar en Woodbury por la brecha que usaba el grupo de Rick, el Gobernador solo sale de su casa para terminar a los caminantes y practicar la eutanasia a los pocos residentes que fue mordido y luego se retira a su casa, Andrea trata de persuadir al Gobernador para que abandone el asunto, pero se entera de que estaba al tanto de sus amigos en la prisión y no se lo dijo, porque no creía que ella apoyara a Woodbury. Más tarde, Milton (Dallas Roberts) y Andrea hablan palabras inspiradoras a los residentes de Woodbury sobre la reconstrucción y la perseverancia, ganando a la multitud y calmando la lucha interna.
Mientras tanto, en la prisión, Hershel (Scott Wilson), Beth (Emily Kinney) y Axel (Lew Temple) visitan a Tyreese (Chad L. Coleman), Sasha (Sonequa Martin-Green), Allen (Daniel Thomas May) y Ben. (Tyler Chase), los últimos supervivientes de un grupo más grande que recientemente encontró su camino hacia la prisión. Carl (Chandler Riggs) los ha mantenido encerrados en un bloque de celdas diferente, inseguros de su lealtad y esperando que Rick regrese para tomar una decisión sobre si pueden quedarse. Ben y Allen discuten un plan para dominar al grupo de Rick pero Tyreese y Sasha se niegan a permitir que esto suceda, aún esperando lo mejor.
El grupo de Rick regresa y Carol (Melissa McBride) está consternada al ver que Daryl no está con ellos, pero entiende por qué se quedaría con Merle. Hershel atiende a los heridos, mientras que Rick va a hablar con el grupo de Tyreese. Tyreese y Sasha suplican a Rick que les permita quedarse, pero Rick no está dispuesto a darles una oportunidad. Hershel habla con Rick y parece haberlo convencido de que permita que se queden los recién llegados, cuando de repente Rick tiene una visión de su esposa muerta, Lori (Sarah Wayne Callies), y grita de manera enajenada "¡Fuera!" Todo el mundo está asustado por este arrebato y Glenn rápidamente escolta al grupo de Tyreese fuera de la prisión antes de que la situación se intensifique aún más.

## Recepción

### Respuesta crítica
El episodio recibió críticas mixtas de críticos. Zack Handlen, escribiendo para The A.V. Club, calificó el episodio A B en una escala de A a F, comentando que el episodio "parece que está barajando a la gente para poder llegar al siguiente gran paso en el arco de la temporada, y aunque me gustaría que así fuera con un poco más de gracia o carácter, esas apuestas de un hacer-o-deshacer las apuestas restantes. Eric Goldman en IGN dio el episodio 7.7 sobre 10, diciendo que disfrutó del crecimiento del personaje de Glenn y Carol, pero no le gustó cómo actuaron Andrea y los residentes de Woodbury en el episodio.
Los críticos of The Atlantic escribieron, "¡Qué desastre tan caliente y entumecedor que fue este episodio! No, comprueben que no era aburrido, era ofensivo!."
Darren Franich de Entertainment Weekly escribió, "El show todavía tiene problemas cuando los personajes hablan demasiado ... cada ... nuevo personaje es básicamente una bolsa de carne ambulante esperando a ser mordido o cortado..Walking Dead te recuerda a Battlestar Galactica, y no se beneficia de la comparación: mientras los personajes de  BSG decidieron seguir adelante, los personajes de Walking Dead aparecen atrapados en sus pistas, reviviendo los mismos traumas una y otra vez. ¿También Andrea caerá por el villano de la próxima temporada? ... Lori no era un buen personaje. El show la mató: Eso fue La presentación la ha devuelto en forma de fantasma dos veces: eso no es sabio."

### Ratings
Tras su emisión inicial el 10 de febrero de 2013, "The Suicide King" fue visto por 12.3 millones de televidentes, convirtiéndose en el episodio más visto de la serie en ese momento, y batió varios récords de audiencia para una serie de cable básico.